# Segunda Categoría de El Oro 2021
El Campeonato Provincial de Fútbol de Segunda Categoría de El Oro 2021, llamado oficialmente «Copa Ab. Luis Alberto León 2021», fue un torneo de fútbol en Ecuador en el cual compitieron equipos de la provincia de El Oro. El torneo fue organizado por Asociación de Fútbol Profesional de El Oro (AFO) y avalado por la Federación Ecuatoriana de Fútbol, el torneo inició el 12 de junio y finalizó el 14 de agosto. Participaron 5 clubes de fútbol y entregó tres cupos a los play-offs del Ascenso Nacional 2021 por el ascenso a la Serie B, además el campeón provincial clasificó a la primera fase de la Copa Ecuador 2022.

## Sistema de campeonato
El sistema determinado por la Asociación de Fútbol Profesional de El Oro fue el siguiente:
- Se jugó una etapa única con los cinco equipos establecidos, a partidos de ida y vuelta (10 fechas), el equipo que terminó en primer lugar fue el campeón provincial y clasificó a los play-offs del Ascenso Nacional 2021 y también a la primera fase de la Copa Ecuador 2022, el equipo que terminó en segundo lugar clasificó como subcampeón provincial al igual que el tercer lugar. Por la pandemia de COVID-19 en Ecuador los partidos se jugaron en una sola sede que fue el Complejo de la AFO en la ciudad de Machala.

## Equipos participantes
| Equipos participantes         | Equipos participantes | Equipos participantes           |
| ----------------------------- | --------------------- | ------------------------------- |
|                               |                       |                                 |
| Equipo                        | Ciudad                | Estadio                         |
| Golden Boys Fútbol Club       | Machala               | Estadio 9 de Mayo               |
| Huaquillas Fútbol Club        | Huaquillas            | Estadio Humberto Arteta         |
| Club Social Deportivo Bolívar | Piñas                 | Estadio Luis Rubén Pasaca       |
| Bonita Banana Sporting Club   | Pasaje                | Estadio Carlos Falquez Batallas |
| Santos Fútbol Club            | El Guabo              | Estadio José María Mora         |

## Equipos por cantón
| Cantón     | N.º | Equipos             |
| ---------- | --- | ------------------- |
| Pasaje     | 1   | - Bonita Banana     |
| Piñas      | 1   | - Deportivo Bolívar |
| Machala    | 1   | - Golden Boys       |
| Huaquillas | 1   | - Huaquillas F. C.  |
| El Guabo   | 1   | - Santos F. C.      |

| Golden Boys Bonita Banana Santos Deportivo Bolívar Huaquillas |

## Clasificación
| Pos. | Equipo            | Pts. | PJ | G | E | P | GF | GC | Dif. |  |
| ---- | ----------------- | ---- | -- | - | - | - | -- | -- | ---- |  |
| 1    | Bonita Banana     | 18   | 8  | 6 | 0 | 2 | 12 | 4  | +8   |  |
| 2    | Golden Boys       | 13   | 8  | 4 | 1 | 3 | 12 | 9  | +3   |  |
| 3    | Deportivo Bolívar | 12   | 8  | 4 | 0 | 4 | 11 | 11 | 0    |  |
| 4    | Santos F. C.      | 8    | 8  | 2 | 2 | 4 | 7  | 9  | −2   |  |
| 5    | Huaquillas F. C.  | 7    | 8  | 2 | 1 | 5 | 11 | 20 | −9   |  |

 Fuente: Aso Fútbol El Oro, Salseros en el Deporte
Criterios de clasificación: 1) Puntos; 2) Diferencia de goles; 3) Goles marcados
|  | Campeón. Clasificado a los play-offs de Segunda Categoría 2021.    |
|  | Subcampeón. Clasificado a los play-offs de Segunda Categoría 2021. |
|  | Clasificado a los play-offs de Segunda Categoría 2021.             |

## Evolución de la clasificación
| Equipo / Jornada  | 01 | 02 | 03 | 04 | 05 | 06 | 07 | 08 | 09 | 10 |
| ----------------- | -- | -- | -- | -- | -- | -- | -- | -- | -- | -- |
| Bonita Banana     | 5  | 5  | 4  | 1  | 1  | 2  | 1  | 1  | 1  | 1  |
| Golden Boys       | 2  | 1  | 1  | 3  | 2  | 1  | 2  | 2  | 3  | 2  |
| Deportivo Bolívar | 1  | 3  | 5  | 2  | 3  | 4  | 4  | 3  | 2  | 3  |
| Santos F. C.      | 3  | 4  | 2  | 4  | 4  | 3  | 3  | 4  | 4  | 4  |
| Huaquillas F. C.  | 4  | 2  | 3  | 5  | 5  | 5  | 5  | 5  | 5  | 5  |

## Resultados
- Los horarios corresponden al huso horario de Ecuador: (UTC-5).

### Primera vuelta
| Bonita Banana | 0 - 1            | Deportivo Bolívar | Complejo AFO     | 12 de junio      | 10:00            |
| Golden Boys   | 0 - 0            | Santos F. C.      | Complejo AFO     | 12 de junio      | 12:30            |
| Libre:        | Huaquillas F. C. | Huaquillas F. C.  | Huaquillas F. C. | Huaquillas F. C. | Huaquillas F. C. |

| Santos F. C.      | 1 - 2         | Huaquillas F. C. | Complejo AFO  | 19 de junio   | 09:30         |
| Deportivo Bolívar | 0 - 1         | Golden Boys      | Complejo AFO  | 19 de junio   | 12:30         |
| Libre:            | Bonita Banana | Bonita Banana    | Bonita Banana | Bonita Banana | Bonita Banana |

| Santos F. C.     | 1 - 0       | Deportivo Bolívar | Complejo AFO | 26 de junio | 09:30       |
| Huaquillas F. C. | 0 - 1       | Bonita Banana     | Complejo AFO | 26 de junio | 12:45       |
| Libre:           | Golden Boys | Golden Boys       | Golden Boys  | Golden Boys | Golden Boys |

| Deportivo Bolívar | 4 - 3        | Huaquillas F. C. | Complejo AFO | 3 de julio   | 09:30        |
| Bonita Banana     | 2 - 1        | Golden Boys      | Complejo AFO | 3 de julio   | 12:45        |
| Libre:            | Santos F. C. | Santos F. C.     | Santos F. C. | Santos F. C. | Santos F. C. |

| Golden Boys  | 6 - 2             | Huaquillas F. C.  | Complejo AFO      | 10 de julio       | 09:30             |
| Santos F. C. | 0 - 1             | Bonita Banana     | Complejo AFO      | 10 de julio       | 12:45             |
| Libre:       | Deportivo Bolívar | Deportivo Bolívar | Deportivo Bolívar | Deportivo Bolívar | Deportivo Bolívar |

### Segunda vuelta
| Bonita Banana    | 0 - 1             | Santos F. C.      | Complejo AFO      | 17 de julio       | 09:30             |
| Huaquillas F. C. | 0 - 2             | Golden Boys       | Complejo AFO      | 17 de julio       | 12:45             |
| Libre:           | Deportivo Bolívar | Deportivo Bolívar | Deportivo Bolívar | Deportivo Bolívar | Deportivo Bolívar |

| Golden Boys      | 0 - 2        | Bonita Banana     | Complejo AFO | 24 de julio  | 09:30        |
| Huaquillas F. C. | 2 - 1        | Deportivo Bolívar | Complejo AFO | 24 de julio  | 12:45        |
| Libre:           | Santos F. C. | Santos F. C.      | Santos F. C. | Santos F. C. | Santos F. C. |

| Bonita Banana     | 3 - 0       | Huaquillas F. C. | Complejo AFO | 31 de julio | 09:30       |
| Deportivo Bolívar | 2 - 1       | Santos F. C.     | Complejo AFO | 31 de julio | 12:45       |
| Libre:            | Golden Boys | Golden Boys      | Golden Boys  | Golden Boys | Golden Boys |

| Golden Boys      | 0 - 2         | Deportivo Bolívar | Complejo AFO  | 7 de agosto   | 09:30         |
| Huaquillas F. C. | 2 - 2         | Santos F. C.      | Complejo AFO  | 7 de agosto   | 12:45         |
| Libre:           | Bonita Banana | Bonita Banana     | Bonita Banana | Bonita Banana | Bonita Banana |

| Santos F. C.      | 1 - 2            | Golden Boys      | Complejo AFO     | 14 de agosto     | 09:30            |
| Deportivo Bolívar | 1 - 3            | Bonita Banana    | Complejo AFO     | 14 de agosto     | 12:45            |
| Libre:            | Huaquillas F. C. | Huaquillas F. C. | Huaquillas F. C. | Huaquillas F. C. | Huaquillas F. C. |

### Tabla de resultados cruzados
| Local \ Visitante | GOL | BON | HUA | BOL | SAN |
| ----------------- | --- | --- | --- | --- | --- |
| Golden Boys       | —   | 0–2 | 6–2 | 0–2 | 0–0 |
| Bonita Banana     | 2–1 | —   | 3–0 | 0–1 | 0–1 |
| Huaquillas F. C.  | 0–2 | 0–1 | —   | 2–1 | 2–2 |
| Deportivo Bolívar | 0–1 | 1–3 | 4–3 | —   | 2–1 |
| Santos F. C.      | 1–2 | 0–1 | 1–2 | 1–0 | —   |

### Campeón
| |
| Bonita Banana Sporting Club 3.er título Clasificado a los play-offs de la Segunda Categoría 2021 y a la Copa Ecuador 2022. |
| También clasificó Golden Boys como subcampeón y Deportivo Bolívar como tercer puesto.                                      |

## Goleadores
| Pos. | Jugador           | Equipo            | Goles |
| ---- | ----------------- | ----------------- | ----- |
| 1    | Wagner Valencia   | Bonita Banana     | 7     |
| 2    | Jean Pierre Ayoví | Deportivo Bolívar | 5     |
| 3    | Christian Serrón  | Golden Boys       | 4     |
| 4    | Jesús Peralta     | Santos F. C.      | 4     |
| 5    | José Bonilla      | Bonita Banana     | 4     |